# زیروک (پکتیکا)
زیروک  یک منطقهٔ مسکونی در افغانستان است که در ولایت پکتیکا واقع شده‌است. زیروک ۲٬۳۱۱ متر بالاتر از سطح دریا واقع شده‌است.